# Dongqinggou (sockenhuvudort i Kina, Qinghai Sheng, lat 34,52, long 99,97)
Dongqinggou (kinesiska: 东倾沟, 东倾沟乡, 曲如麻堂) är en sockenhuvudort i Kina. Den ligger i provinsen Qinghai, i den nordvästra delen av landet, omkring 290 kilometer sydväst om provinshuvudstaden Xining. Antalet invånare är 2 172. Befolkningen består av 1 048 kvinnor och 1 124 män. Barn under 15 år utgör 31 %, vuxna 15-64 år 63 %, och äldre över 65 år 5,0 %.
Runt Dongqinggou är det mycket glesbefolkat, med 2 invånare per kvadratkilometer. Det finns inga andra samhällen i närheten. Trakten runt Dongqinggou består i huvudsak av gräsmarker.